# 丹尼斯·沙波瓦洛夫
丹尼斯·维克托罗维奇·沙波瓦洛夫（英語：Denis Viktorovich Shapovalov，1999年4月15日—）是加拿大的一位網球選手，小名“Shapo”。2016/6/27時ATP世界排名第374位，在2018/6/11來到ATP排名第23位，是繼2005年里夏爾·加斯凱後進入top30最年輕的球員，排名超越米洛斯·拉奧歷成為新加拿大一哥。2020年美國網球公開賽晉級八強後，ATP排名升至個人新高第10位，也是首度進入前十。
沙波瓦洛夫是2016年溫布頓網球錦標賽男子單打少年組的冠軍，以及與同胞菲利克斯·奧格·阿里辛獲得2015年美國網球公開賽男子雙打少年組的冠軍，2016年7月11日達到ITF青少年排名第2。
出生於以色列特拉維夫，在一歲之前移居加拿大，現居巴哈馬拿索，同時具有以色列及加拿大公民身分，主要語言為英語與俄語。
於2017年加拿大大師賽擊敗胡安·馬丁·德爾波特羅和拉斐爾·拿度後，進入準決賽，敗給亞歷山大·茲維列夫。
2018年馬德里大師賽進入準決賽，敗給亞歷山大·茲維列夫，刷新馬德里大師賽最年輕四強的紀錄。
2019年生日前夕追平安迪·羅迪克於青少年（小於20歲）時期之大師賽勝場數，共計於青少年時期取得25勝；同時青少年期打入三次大師賽四強的紀錄，僅次於拉斐爾·拿度的八次。
2019年10月斯德哥爾摩公開賽獲得ATP單打首冠。

## 早年生活
沙波瓦洛夫出生於以色列特拉維夫，Tessa和Viktor Shapovalov的兒子。父親Viktor是俄羅斯人，為俄羅斯東正教基督徒；母親Tessa是居住在俄國的猶太人，為前蘇聯網球員，均為以色列公民。沙波瓦洛夫有一位哥哥，Evgeniy Shapovalov。
畢業於Stephen Lewis Secondary School。偶像是罗杰·费德勒。
母親Tessa Shapovalova在加拿大安大略省開設網球俱樂部TessaTennis，是沙波瓦洛夫的啟蒙教練，和Martin Laurendeau同為沙波瓦洛夫的教練。

## 2016 青少年時期及轉職業
青少年期間，單打勝敗為86-32，排名最高為2 (11/07/2016)。
取得羅傑斯盃外卡，第一輪擊敗世界排名19的尼克·基爾喬斯，下一輪被格里戈爾·季米特洛夫擊敗。

## 2017 世界排名前100名
二月，戴維斯盃對英國隊，於落後的情況下在第三盤時因憤怒而隨意無方向性的擊球，誤擊主審Arnaud Gabas眼睛，立即被判失格，罰金為7000美元。道歉後獲得主審原諒並與其成為好友，Gabas主審建議他要控制情緒，教練Laurendeau也勸戒他如果要在賽事上更上一層樓，需要控制脾氣。
三月，在ITF Gatineau未來賽中擊敗Gleb Sakharov，贏得第四個ITF冠軍。
五月，職業第一個大滿貫賽事，在資格賽第一輪被Marius Copil擊敗。
六月，ATP500級女王俱樂部錦標賽擊敗凱爾·埃德蒙，然後敗給世界排名14的托馬什·貝爾迪赫。
七月，取得溫布頓網球公開賽的外卡，於第一輪敗給Jerzy Janowicz。於Gatineau挑戰賽擊敗同胞Peter Polansky，贏得第二個挑戰賽冠軍。
八月，於羅傑斯盃擊敗 胡安·馬丁·德爾波特羅、Rafael Nadal 和 阿德里安·曼納里諾後，進入準決賽，敗給亞歷山大·茲維列夫，成為進入ATP1000級大師賽四強最年輕的球員。
該年美網由資格賽一路打到第四輪，期間擊敗丹尼爾·梅德韋傑夫，第八種子J-W. Tsonga，與凱爾·埃德蒙（第四盤傷退），在第四輪直落三敗給世界排名19的Pablo Carreño Busta，Carreño Busta也成為開放年代後第一位連打四個資格賽（Q）選手的球員。美網後生涯排名來到當時最高的51名。
十月，上海大師賽敗給Viktor Troicki。
同年物理治療師Stefano de Pirro加入Team Shapo。
獲得ATP最佳進步獎（ATP Most Improved Player Award）和明日之星獎（ATP Star of Tomorrow Award），並且是繼米洛斯·拉奧尼奇後，第二位獲得加拿大Lionel Conacher獎的網球運動員。

## 2018 第一年完整參與賽事，世界排名前30名
一月，奧克蘭公開賽第二輪直落二輸給胡安·馬丁·德爾波特羅。澳洲網球公開賽第一輪勝斯特凡諾斯·西西帕斯，第二輪在第五盤領先狀況下輸給J-W. Tsonga。
二月，德拉海灘公開賽首次進入250級的準決賽，敗給冠軍法蘭西斯·蒂亞弗。墨西哥公開賽擊敗錦織圭後，輸給多米尼克·蒂姆。
三月，印地安泉大師賽止步第二輪。邁阿密大師賽擊敗Viktor Troicki, Damir Džumhur，和世界排名14的薩姆·奎里後，於第四輪敗給博爾納·丘里奇。
四月，蒙地卡羅大師賽第一輪輸給斯特凡諾斯·西西帕斯，隨後的匈牙利公開賽也止步第一輪。
五月，馬德里大師賽擊敗Tennys Sandgren, Benoît Paire，同胞米洛斯·拉奧歷，和凱爾·埃德蒙後，進入準決賽，直落二敗給亞歷山大·茲維列夫，是沙波瓦洛夫第二次進入大師賽四強。生涯排名來到最高的29名，並且刷新馬德里大師賽四強年輕最年輕的紀錄。
羅馬大師賽第一輪勝托馬什·貝爾迪赫後成為加拿大男單名次最高者，在第三輪時直落二敗給Rafael Nadal。
2018年法國網球公開賽第一次有種子序，第二輪輸給德國排名70的Maximilian Marterer。
六月，斯圖加特網賽第一輪三盤輸給印度籍的Prajnesh Gunneswaran，女王俱樂部錦標賽第一輪輸給Gilles Müller，伊斯特本國際賽八強直落二輸給Mischa Zverev。
七月，溫網止步第二輪，負於法國的伯諾瓦·帕爾雷。
八月，華盛頓網賽第三輪負於錦織圭；羅傑斯盃於第二輪擊敗14種子法比奧·福尼尼後，第三輪不敵羅賓·哈塞；辛辛那提大師賽止步第三輪負於米洛斯·拉奧尼奇；2018年美國網球公開賽止步第三輪，五盤負於凱文·安德森。
九月，代表加拿大參與台維斯盃升降賽對上荷蘭，在第二點倒趕三盤勝羅賓·哈塞，也是生涯第一場輸二贏三大逆轉；聖彼德堡公開賽打入八強，三盤負於馬丁·克里贊；深圳公開賽第二輪負於西岡良仁。聖彼得堡站開始與年底賽程的指導教練Rob Steckley合作。
十月，日本網球公開賽擊敗第七種子鄭泫和斯坦·瓦林卡進入準決賽，也是生涯第一個500級的準決賽，敗給冠軍丹尼爾·梅德韋傑夫。上海、巴黎大師賽皆止步第一輪。十月統計為ATP發雙誤的第二名，平均單場發5.66次雙誤；場地區分時，硬地雙誤為單場6.05次。
2018為第一年完整參與巡迴賽賽事，年底（尤其九月）幾乎一周一賽事，感到極度疲憊，並且多數賽事如深圳、上海，及巴黎表現皆不尚佳，且在日本網球公開賽時膝蓋有做加強防護。
在體能與心理負擔累積到一定程度需重新調整，巴黎大師賽後因感到過於疲勞且想家，退出新生代米蘭年終賽，2018賽季結束。

## 2019 取得首冠，單雙排名生涯新高
確認新教練為原Safarova教練Rob Steckley和Tessa Shapovalova共同指導。
一月，奧克蘭公開賽三盤敗給Sousa，首輪出局。澳洲網球公開賽首次打入第三輪，負於諾瓦克·喬科維奇。
二月，代表加拿大參與戴維斯盃資格賽，與Felix Auger-Aliassime兩人打完五點(rubber)，以三勝兩負的紀錄帶領加拿大隊進入十一月的馬德里決賽，同時出賽球員兩人皆小於20歲。法國南部公開賽第一輪輪空，八強賽敗給法國雙打名將P-H. Herbert。鹿特丹公開賽八強賽敗給斯坦·瓦林卡。法國馬賽公開賽第一輪輪空，第二輪非受迫性失誤過多，敗給哈薩克名將米哈伊爾·庫庫什金。
三月，印地安泉大師賽第一輪輪空，第三輪擊敗第十種子馬林·契利奇，第四輪三盤負於休伯特·胡尔卡奇。邁阿密大師賽首次打入四強賽，過程中擊敗三位同為新生代的球員安德烈·魯布列夫、斯特凡諾斯·西西帕斯，以及法蘭西斯·蒂亞弗，四強賽直落二負於兒時偶像羅傑·費德勒。
賽前提及能與兒時偶像同場競技就像是美夢成真，賽後訪問則回答記者場上最美好的一刻是與羅傑·費德勒一同熱身。沙波瓦洛夫在20歲生日前夕，追平安迪·羅迪克於青少年時期大師賽勝場數25勝（第一名為拉斐爾·拿度 53勝，第二名為Andrei Medvedev 27勝）；與同鄉Felix Auger-Aliassime為繼2007年Andy Murray與Novak Djokovic於青少年時期打入邁阿密大師賽八強後，首度同時打入八強的青少年；青少年期進入大師賽四強三次的紀錄，僅次於拉斐爾·拿度的八次。
四月，蒙地卡羅賽季開始前與教練Rob Steckley結束合作，改和青少年時期配合的教練Adriano Fuorivia合作。生日當天於蒙地卡羅第一輪三盤敗給J-L. Struff；其後巴塞隆納公開賽第二輪直落二輸給近期紅土賽季的強勢選手C. Garin。
五月，馬德里大師賽因非受迫性失誤過多，負於同胞好友Filex Auger-Aliassime。羅馬大師賽止步第二輪。里昂公開賽八強賽三盤負於B. Paire。法國網球公開賽因非受迫性失誤過多、發球狀況不穩，直落三敗給J-L. Struff。
六月，草地賽季開始，斯圖加特首輪負於J-L. Struff，雙打與羅翰·波柏納合作打入決賽，負於Peers/Soares組合。女王杯网球赛第一輪負於胡安·馬丁·德爾波特羅，今年度未參與伊斯特本，打表演賽後直接接溫網。溫網一輪負於立陶宛好手R. Berankis，草地賽季結束。
八月，北美硬地賽季今年不參加500分華盛頓賽事，並結束與教練Adriano Fuorivia合作，羅傑斯盃單打止步二輪，負於第二種子多米尼克·蒂姆，雙打與羅翰·波柏納再度合作打入四強負於荷蘭組合。辛辛那提大師賽止步第二輪。
美網前夕選擇持外卡參加Winston-Salem Open，並與俄國大兵(Colonel)、去年退役、世界排名最高第8名的米哈伊爾·尤日尼開始合作，擊敗Rublev、凯茨马诺维奇和地主選手Sandgren，四強負於波蘭好手休伯特·胡尔卡奇。
九月，美國網球公開賽單打第一輪擊敗地主同胞、18種子Félix Auger-Aliassime，第二輪擊敗瑞士Laaksonen，第三輪五盤負於法國好手、第13種子加埃爾·孟菲爾斯，平2018年美網成績，在五盤中贏下兩盤的搶七，在心理層面較以往穩定，同時沙弟也提到：「尤日尼才剛退休，我現在對上的對手很多他也曾經交手過，他球探工作做得很好，並且他瞭解如何穩定我在場上的表現。」
參與第三屆的Laver cup，是第二次參加拉沃盃，第一天同時出賽單雙打，單打在超級搶十中錯過賽點敗給多米尼克·蒂姆，雙打直落二負於歐洲組合羅傑·費德勒和德國金童亞歷山大·茲韋列夫。成都公開賽中，闖進四強，負於Pablo Carreño Busta。
十月，東京公開賽第二輪負於第三種子大衛·戈芬。上海大師賽第二輪負於諾瓦克·喬科維奇。斯德哥爾摩公開賽名列第四種子，未失一盤打入決賽，也是ATP生涯中首次決賽，決賽中以穩定的發球及大角度正拍致勝球，在瑞典女友Mirjam Bjorklund的家鄉，贏得生涯首冠。維也納公開賽止步第一輪，雙打則持續和印度球員羅翰·波柏納合作，在年底數個賽事中能打入八強賽。
同月，在不到一個月的時間再度打入巴黎大師賽決賽，決賽路上擊敗從未贏過的亞歷山大·茲韋列夫和加埃爾·孟菲爾斯，生涯交手紀錄開胡，並使加埃爾·孟菲爾斯無緣2019 ATP年終賽。四強賽由於拉斐爾·納達爾練習時腹部受傷退賽，直接進入決賽，決賽直落二負於諾瓦克·喬科維奇，生涯單、雙打排名皆於年底再創新高。
十一月，由於賽事過多，且想多陪伴家人，退出新生代小年終賽事，專心準備Davis Cup為加拿大爭光，此次Davis Cup加拿大隊陣容也是歷年來排名最高，為陣容最豪華的一次。

## 2020 疫情下的TOP 10
一月，於ATP Cup團體賽擊敗排名前十的兩位選手斯特凡諾斯·西西帕斯和亞歷山大·茲韋列夫，和Vasek POSPISIL成功帶領加拿大隊打入八強，後負於塞爾維亞隊。
於奧克蘭公開賽打入八強，負於冠軍U. Humbert。澳網、Montpellier（ATP 250），及鹿特丹（ATP 500）皆第一輪止步；法國Open 13賽事第二輪止步。
其後ATP開始長達半年多的新冠肺炎停賽。
八月，辛辛那提大師賽為休賽季開始後第一站，第二輪再度負於J-L. Struff。
九月，美國網球公開賽以閉門賽方式進行，沙弟一路過S. Korda、權順宇、第十九種子T. Fritz、第七種子D. Goffin，最後五盤負於第二十種子P. Carreno Busta，止步八強，無緣晉級四強賽。
同時，雙打與R. Bopanna合作，止步八強。
2020年美網為沙弟首次打入大滿貫賽事八強，也是自開放年代後第一位打入美網八強的加拿大人。
九月，於美網後的羅馬大師賽八強擊敗Dimitrov，四強負於第八種子Schwartzman，首度進入top 10。
於父母家鄉的聖彼得堡公開賽打入四強，其後至年底參與的賽事皆止步第一二輪。

## 2021
澳網因疫情因素遲至二月開賽，止步第三輪。
三月，杜拜錦標賽止步四強。
五月，羅馬大師賽16強負於拉斐爾·納達爾，近期賽事肩膀有傷，偶爾會MTO。同月份，日內瓦賽打入決賽，負於第三種子卡斯珀·魯德。法網因肩傷退出。
六月，草地賽季開始，斯圖加特八強負於後來奪冠的馬林·契利奇；女王盃打入四強負於卡梅隆·諾里。
溫布頓網球錦標賽為第十種子，也是沙弟首次於職業生涯中打入大滿貫四強。
晉級路上擊敗前球王安迪·莫瑞、第8種子羅伯托·包蒂斯塔·阿古特，及第25種子卡倫·哈查諾夫，後負於球王諾瓦克·喬科維奇。
由於打入溫網四強，世界排名將回到10。

## 技術分析
沙波瓦洛夫是一位積極進攻的球員，有速度快且角度刁鑽的發球能力、強而有力的正拍與靈活的單手反拍，和獨特標誌性的跳躍單反 (Air SHAPO)，其認為單反讓他在擊球的自由度上更高，能創造更大的回球角度。由於其積極進攻的風格，常出現致勝多、非受迫性失誤也多的情形，狀況穩定時常能擊出大角度inside-out或球速快的致勝穿越。沙波瓦洛夫嘗試與偶像羅傑·費德勒一般，勇於上網截擊，但其上網效率在2017-18年並不高，2019年在扣板機的時間點上掌握更佳。
擊球時帶較多的上旋，2018年紅土賽季上旋轉速排名第三，由於上旋較多的緣故，有時回球受迫時會出現全壘打。
底線對抽在2017-18年是沙波瓦洛夫的弱點之一，但經過18年底休賽期的訓練，在2019年初較能於多拍來回時得分，在用切球調動對手或過渡變換節奏、選擇底線對抽與何時上網的時間點選擇顯著進步。
搶七在2018年初勝率一度低於30%，巡迴賽時心理素質在教練團的訓練下持續進步，2019年在關鍵分與決勝盤的耐壓性也顯著提高。
沙波瓦洛夫的身體靈活度高，但腳步上仍較為凌亂。
其最喜愛的場地為草地，但以目前客觀數據其在紅土與硬地的表現優於草地。

## 青少年組大滿貫決賽

### 單打: 1 (1 title)
| 結果 | 年份 | 比賽             | 場地 | 對手               | 分數          |
| ---- | ---- | ---------------- | ---- | ------------------ | ------------- |
| 冠軍 | 2016 | 溫布頓網球錦標賽 | 草地 | 阿萊克斯·德·米瑙爾 | 4–6, 6–1, 6–3 |

### 雙打: 2 (1 title, 1 runner-up)
| 結果 | 年份 | 比賽             | 場地 | 夥伴                     | 對手                               | 分數          |
| ---- | ---- | ---------------- | ---- | ------------------------ | ---------------------------------- | ------------- |
| 冠軍 | 2015 | 美國網球公開賽   | 硬地 | 费利克斯·奥热-阿利亚西姆 | 布兰登·霍尔特 Riley Smith          | 7–5, 7–6(7–3) |
| 亞軍 | 2016 | 溫布頓網球錦標賽 | 草地 | 费利克斯·奥热-阿利亚西姆 | Kenneth Raisma 斯特凡諾斯·西西帕斯 | 6–4, 4–6, 2–6 |

## ATP 決賽

### 單打: 3 (1 Championship, 2 Runner-up)
| 賽事級別               |
| ---------------------- |
| 大滿貫 (0–0)           |
| ATP 年終賽 (0–0)       |
| ATP 1000分大師賽 (0–1) |
| ATP 500 (0–0)          |
| ATP 250 (1–1)          |

| 場地形式   |
| ---------- |
| 硬地 (1–1) |
| 紅土 (0–1) |
| 草地 (0–0) |

| 室外/室內場地 |
| ------------- |
| 室外 (0–1)    |
| 室內 (1–1)    |

| 結果 | 勝–敗 | 日期       | 賽事名稱         | 級別 | 場地     | 對手             | Score    |
| ---- | ----- | ---------- | ---------------- | ---- | -------- | ---------------- | -------- |
| 冠軍 | 1–0   | 2019年10月 | 斯德哥爾摩公開賽 | 250  | 室內硬地 | Filip Krajinović | 6–4, 6–4 |

| 結果 | 勝–敗 | 日期       | 賽事名稱   | 級別 | 場地     | 對手           | Score    |
| ---- | ----- | ---------- | ---------- | ---- | -------- | -------------- | -------- |
| 亞軍 | 1–1   | 2019年11月 | 巴黎大師賽 | 1000 | 室內硬地 | Novak Djokovic | 3–6, 4–6 |

| 結果 | 勝–敗 | 日期      | 賽事名稱     | 級別 | 場地 | 對手        | Score       |
| ---- | ----- | --------- | ------------ | ---- | ---- | ----------- | ----------- |
| 亞軍 | 1–2   | 2021年5月 | 日內瓦公開賽 | 250  | 紅土 | Casper Ruud | 6(6)–7, 4–6 |

### 雙打: 1 (1 runner-up)
| 賽事級別               |
| ---------------------- |
| 大滿貫 (0–0)           |
| ATP 年終賽 (0–0)       |
| ATP 1000分大師賽 (0–0) |
| ATP 500 (0–0)          |
| ATP 250 (0–1)          |

| 場地形式   |
| ---------- |
| 硬地 (0–0) |
| 紅土 (0–0) |
| 草地 (0–1) |

| 室外/室內場地 |
| ------------- |
| 室外 (0–1)    |
| 室內 (0–0)    |

| 結果 | 勝–敗 | 日期      | 賽事名稱       | 級別 | 場地 | 夥伴          | 對手                    | Score    |
| ---- | ----- | --------- | -------------- | ---- | ---- | ------------- | ----------------------- | -------- |
| 亞軍 | 0–1   | 2019年6月 | 斯圖加特公開賽 | 250  | 草地 | Rohan Bopanna | John Peers Bruno Soares | 5–7, 3–6 |

## 單打表現時間表
指引：
| W | F | SF | QF | #R | RR | LQ (Q#) | A | P | Z# | PO | SF-B | F-S | G | NMS | NH | NQ |

W：冠軍；F：亞軍；SF：四強；QF：八強；#R：前四輪；RR：小組賽；LQ：止步資格賽；A：缺席；P：比赛延期；Z#：戴维斯杯/联合会杯组别赛（#表示级别）；PO：參與戴維斯盃/联合会杯附加赛；SF-B：奧運會銅牌；F-S：奧運會銀牌；G：奧運會金牌；NMS：非ATP1000大師賽系列；NH：該賽事本年度未舉行；NQ：未入圍。
此表更新於 2021年溫布頓網球錦標賽。
| 賽事                    | 2016     | 2017     | 2018     | 2019     | 2020  | 2021  | SR         | W–L        | Win %      |
| ----------------------- | -------- | -------- | -------- | -------- | ----- | ----- | ---------- | ---------- | ---------- |
| 大滿貫                  |          |          |          |          |       |       |            |            |            |
| 澳網                    | A        | A        | 2R       | 3R       | 1R    | 3R    | 0 / 4      | 5–4        | 55.5%      |
| 法網                    | A        | Q1       | 2R       | 1R       | 2R    | A     | 0 / 3      | 2–3        | 40%        |
| 溫網                    | A        | 1R       | 2R       | 1R       | NH    | SF    | 0 / 4      | 6–4        | 60%        |
| 美網                    | A        | 4R       | 3R       | 3R       | QF    |       | 0 / 4      | 11–4       | 73.3%      |
| 總勝敗                  | 0–0      | 3–2      | 5–4      | 4–4      | 5–3   | 7–2   | 0 / 15     | 24–15      | 61.5%      |
| 國家代表隊              |          |          |          |          |       |       |            |            |            |
| 戴維斯杯                | PO       | 1R       | 1R       | F        |       |       | 0 / 3      | 10–5       | 66.7%      |
| ATP Cup                 | Not Held | Not Held | Not Held | Not Held | QF    | RR    | 0 / 2      | 2–4        | 33%        |
| ATP世界巡迴賽1000大師賽 |          |          |          |          |       |       |            |            |            |
| 印地安泉大師賽          | A        | A        | 2R       | 4R       | NH    |       | 0 / 2      | 3–2        | 60%        |
| 邁阿密大師賽            | A        | A        | 4R       | SF       | NH    | 3R    | 0 / 3      | 8–3        | 72.7%      |
| 蒙地卡羅大師賽          | A        | A        | 1R       | 1R       | NH    | A     | 0 / 2      | 0–2        | 0%         |
| 馬德里大師賽            | A        | A        | SF       | 1R       | NH    | 2R    | 0 / 3      | 5–3        | 62.5%      |
| 羅馬大師賽              | A        | A        | 3R       | 2R       | SF    | 3R    | 0 / 4      | 9–4        | 69.2%      |
| 加拿大大師賽            | 2R       | SF       | 3R       | 2R       | NH    |       | 0 / 4      | 8–4        | 67%        |
| 辛辛那提大師賽          | A        | A        | 3R       | 2R       | 2R    |       | 0 / 3      | 4–3        | 57.1%      |
| 上海大師賽              | A        | 1R       | 1R       | 2R       | NH    |       | 0 / 3      | 1–3        | 25%        |
| 巴黎大師賽              | A        | 1R       | 1R       | F        | A     |       | 0 / 3      | 4–3        | 57.1%      |
| Win–Loss                | 1–1      | 4–3      | 14–8     | 14–9     | 5–2   | 4–3   | 0 / 27     | 42–27      | 60.8%      |
| 職業生涯統計            |          |          |          |          |       |       |            |            |            |
|                         | 2016     | 2017     | 2018     | 2019     | 2020  | 2021  | SR         | W–L        | Win %      |
| 賽事參與數              | 2        | 10       | 27       | 26       | 13    | 12    | 90         | 90         | 90         |
| 冠軍頭銜                | 0        | 0        | 0        | 1        | 0     | 0     | 1          | 1          | 1          |
| 決賽                    | 0        | 0        | 0        | 2        | 0     | 1     | 3          | 3          | 3          |
| 硬地勝敗                | 2–2      | 11–11    | 25–17    | 34–19    | 12–13 | 7–6   | 1 / 60     | 91–70      | 56.5%      |
| 紅土勝敗                | 0–0      | 0–0      | 8–6      | 4–6      | 5–2   | 8–6   | 0 / 19     | 25–20      | 56%        |
| 草地勝敗                | 0–0      | 1–2      | 2–4      | 0–3      | 0–0   | 8–3   | 0 / 11     | 11–12      | 47.8%      |
| 總勝敗                  | 2–2      | 12–13    | 35–28    | 35–26    | 17–15 | 23–15 | 1 / 90     | 122–100    | 55.0%      |
| 勝率                    | 50%      | 48%      | 55.5%    | 57.3%    | 53%   | 62%   | 55.7%      | 55.7%      | 55.7%      |
| 年終排名                | 250      | 51       | 27       | 15       | 12    |       | $6,521,435 | $6,521,435 | $6,521,435 |

## 對上Top 10 球員勝場紀錄
沙波瓦洛夫對上top 10球員的勝敗為 8–21 (27.5%)。
| 年度 | 2015 | 2016 | 2017 | 2018 | 2019 | 2020 | 2021 | 合計 |
| 次數 | 0    | 0    | 1    | 0    | 3    | 3    | 1    | 8    |

| 編號 | 對手                   | 對手排名 | 賽事           | 場地類型 | Round  | 比數                         | 沙波瓦洛夫 排名 |
| ---- | ---------------------- | -------- | -------------- | -------- | ------ | ---------------------------- | --------------- |
| 2017 |                        |          |                |          |        |                              |                 |
| 1.   | 拉斐爾·納達爾          | 2        | 加拿大羅傑斯盃 | 室外硬地 | 3R     | 3–6, 6–4, 7–6(7–4)           | 143             |
| 2019 |                        |          |                |          |        |                              |                 |
| 2.   | 斯特凡諾斯·西西帕斯    | 10       | 邁阿密大師賽   | 室外硬地 | 4R     | 4–6, 6–3, 7–6(7–3)           | 23              |
| 3.   | 亞歷山大·茲維列夫      | 6        | 巴黎大師賽     | 室內硬地 | 3R     | 6–2, 5–7, 6–2                | 28              |
| 4.   | 馬泰奧·貝雷蒂尼        | 8        | 戴維斯杯       | 室內硬地 | 小組賽 | 7–6(7–5), 6–7(3–7), 7–6(7–5) | 15              |
| 2020 |                        |          |                |          |        |                              |                 |
| 5.   | 斯特凡諾斯·西西帕斯    | 6        | ATP Cup        | 室外硬地 | -      | 7–6(8–6), 7–6(7–4)           | 15              |
| 6.   | 亞歷山大·茲維列夫      | 7        | ATP Cup        | 室外硬地 | -      | 6–2, 6–2                     | 15              |
| 7.   | 大衛·戈芬              | 10       | 美網           | 硬地     | 4R     | 6–7(0–7), 6–3, 6–4, 6–3      | 17              |
| 2021 |                        |          |                |          |        |                              |                 |
| 8.   | 羅伯托·包蒂斯塔·阿古特 | 10       | 溫網           | 草地     | 4R     | 6–1, 6–3, 7–5                | 12              |

## ATP獎項
| 獎項                    | 獎項                 | 獎項                                  |
| ----------------------- | -------------------- | ------------------------------------- |
| 前任： 泰勒·哈利·弗里茨 | ATP明日之星 2017     | 繼任： 阿莱克斯·德米瑙尔 年度最佳新人 |
| 前任： 盧卡斯·普耶      | ATP进步最快球员 2017 | 繼任： 斯特法諾斯·齊齊帕斯            |

## 外部連結
- 丹尼斯·沙波瓦洛夫（英文/西班牙文）的官方資料
- {{ITF profile}} 模板参数使用了ITF的url中已弃用的数字ID，请参见en:Template:ITF profile。